# Минор, Соломон Алексеевич
Зе́лик Ку́шелевич Мино́р (также Зе́лиг Ку́шелевич, За́лкинд Ку́шелевич и Соломо́н Алексе́евич Минор; 1829, Ромны — 8 января 1900, Вильна) — раввин Москвы, возглавлял иудейскую религиозную общину Москвы с 1869 по 23 июля 1892, историк, публицист, просветитель.

## Биография
Зелик (Залкинд) Минор родился в многодетной семье Кушеля Мовшевича Минора (1805—?) и Зельды Залкиндовны Минор (1805—?). Окончил Виленское раввинское училище.
В 1869 правление Московской еврейской общины пригласило на должность казённого раввина Москвы — Зелика Минора из Минска. Хоральная синагога стала центром духовной и общественной жизни евреев Москвы. Речи Минора привлекали внимание современников, так как отражали настроение еврейской интеллигенции и особенно молодых людей, стремившихся быть полноправными гражданами России. С начала 1870-х гг проповедь произносилась на русском языке. Многие москвичи, интересуясь национальными обычаями посещали синагогу. Несколько раз посещал и Лев Толстой, он брал уроки у раввина Минора для изучения древнееврейского языка.
Раввин Минор считал своей обязанностью заботиться о бедных и обездоленных. В 1871 году он обратился с прошением на имя московского генерал-губернатора об открытии училища Талмуд-Тора. Ходатайство было удовлетворено и 8 октября 1871 года была открыта школа для детей из бедных семей, где дети постигали текст и смысл Торы, а также изучали русский язык, арифметику, географию, историю России, чистописание, пение. Московский раввин понимал, что детям бедняков необходимо владеть не только грамотой, но и профессией.
Ровно через год, 8 октября 1872, в Хоральной синагоге, состоялось освящение еврейского ремесленного училища, которому впоследствии было присвоено имя Александра II. К концу 1880-х гг в стране устанавливается жесткий режим, разворачивающий реакционную политику преследования евреев. 23 июля 1892, только что отстроенное здание московской синагоги было опечатано, после чего раввин Минор и староста Шнейдер направляют жалобу в Санкт-Петербург. В ответ обоих жалобщиков выселяют из Москвы с запретом в дальнейшем проживать вне черты оседлости. В распоряжении от 23 сентября 1892 император Александр III Высочайше повелеть соизволил: Московского раввина уволить от сей должности с выдворением его на жительство в черте еврейской оседлости и с воспрещением ему навсегда въезда в места, лежащие вне этой черты. Раввин З. Минор вынужден был уехать в Вильно, где скончался, находясь в изгнании.

## Семья
- Жена (с 10 ноября 1854 года) — Муся-Роха Эльяшевна (Муша Элевна) Минор (1831—?)[2].
  - Сыновья — Лазарь Соломонович Минор, невропатолог; Осип Соломонович Минор, революционер-народник, потом член партии эсеров; Моисей (1861—1932).
  - Дочери — Белла (Изабелла, в замужестве Гавронская, 1869, Минск — ?), в 1894 году вышла замуж за зубного врача Лейзера-Хаима (Илью Осиповича) Гавронского (1870—1940), племянника чаеторговца Д. В. Высоцкого, брата режиссёра А. О. Гавронского и философа-неокантианца Д. О. Гавронского; с мужем — в эмиграции в Париже; Зельда (Александра, 1871—?), жена (с 1894) инженера-технолога Исаака Зейликовича Дукельского, выпускника ИМТУ (1892); Хая (1860—?); Мария (в первом браке Коренблит, во втором Регирер, 1866—?), замужем (1895) за военным инженером-технологом Израилем Ильичём Регирером, выпускником ИМТУ, жила в Киеве (их сын — Евсей Израилевич Регирер, 1904—1968, инженер-химик и учёный).

## Воспоминания современников
Лев Николаевич Толстой впоследствии так вспоминал о занятиях по изучению иврита:
 Все это время (1882) я очень пристально занимался еврейским и выучил его почти, читаю уж и понимаю. Учит меня раввин здешний Минор, очень хороший и умный человек.